# 양산 통도사 극락회상탱
양산 통도사 극락회상탱(梁山 通度寺 極樂會上幀)은 대한민국 경상남도 양산시 통도사에 있는 조선시대의 불화이다. 
2002년 6월 7일 경상남도의 유형문화재 제371호 통도사 아미타 극락회상탱으로 지정되었다가, 2018년 12월 20일 현재의 명칭으로 변경되었다.

## 개요
통도사에 보존되어 있는 아미타극락회상탱화인데, 탱화란 천이나 종이에 그림을 그려 액자나 족자 형태로 만들어지는 불화를 말한다.
비단 바탕에 채색하여 그린 이 탱화는, 중앙의 높은 대좌에 아미타여래가 앉아있고, 대좌 전면에 협시보살상이 위치하며, 그 좌우측에 사천왕이 2구씩 각각 배치되어 있다. 그리고 본존 좌우측에는 두광을 갖춘 8대보살과 권속들이 배치되어 있다.
화면의 아래쪽 부분에 먹으로 쓴 화기(畵記)가 있으나, 박락으로 인해 부분적으로나 확인이 가능하다. 
조선후기(18세기) 불화로서는 뛰어난 수작으로, 조선시대 불교회화사 연구에 중요한 학술적 자료로 평가된다.

## 참고 자료
- 양산 통도사 극락회상탱 - 국가유산청 국가유산포털